# Оливер Твист (фильм, 2005)
«О́ливер Твист» (англ. Oliver Twist) — фильм 2005 года Романа Полански, основанный на романе Чарльза Диккенса «Приключения Оливера Твиста». В этой работе Полански исследует свою излюбленную тему попадания главного героя в незнакомый и враждебно настроенный мир. Он переработал книгу, сохранив основной посыл произведения. Полански, как и Диккенс, утверждает, что в каждом человеке, независимо от происхождения, есть ростки добра и сострадания, которые могут взойти даже на самой неблагоприятной почве.

## Сюжет
В провинциальном британском городке XIX века, расположенном в 120 километрах от Лондона, попечитель работного дома, мистер Бамбл, приводит с улицы беспризорного мальчишку Оливера Твиста, которого определяют в работный дом распускать старые канаты на паклю для кораблестроения. Когда обитатели работного дома решают отправить одного из своих за добавочной порцией каши, жребий выпал на Оливера. За это он получил черпаком по голове, и о происшествии было доложено попечителю.
Было решено отдать его трубочисту Гэмфилду, но благодаря тому, что Оливер, не выдержав страшного внешнего вида трубочиста и его не менее пугающих рассказов, заплакал перед судьёй, сделка не состоялась. Позже Оливер всё же был «отдан с доплатой», на этот раз гробовщику мистеру Сауэрберри, который нуждался в учениках. Мистер Сауэрберри относился к Оливеру весьма доброжелательно, чего нельзя было осказать о его служанке Шарлотте, подмастерье Ное Клейполе и жене, миссис Сауэрберри.
Однажды, когда Ной Клейпол оскорбил мать Оливера, протагонист бросился на обидчика с кулаками, но на помощь Ною пришли служанка и миссис Сауэрберри. Они заперли Оливера в чулане, а вскоре пришёл мистер Бамбл. Ещё чуть позже пришедший с работы мистер Сауэрберри очень сильно поколотил Оливера за то, что он якобы «набросился с кулаками на жену, служанку и подмастерье и угрожал их убить». На следующий день Оливер отправился пешком в Лондон, убежав от гробовщика.
После долгого путешествия его замечает парень Джек Доукинс по прозвищу «Ловкий Плут», который отводит путника в квартиру к старому еврею Фэджину. На самом деле последний занимался воровством и мелким грабежом вместе с другими обитателями своего пристанища. Он начинает обучать Оливера своему ремеслу: показал, как сдирать метки с платков и как вытащить вещи из кармана так, чтобы никто не заметил.
Через некоторое время Оливер вместе с Джеком и Чарли Бейтсом выходят «на дело». Джек и Чарли подошли к книжному магазину и вытащили у покупателя из кармана платок. Оливер, понявший всю криминальную сущность своих новых друзей, испугался и бросился бежать, но покупатель погнался за ним. Один из прохожих преградил путь Оливеру и остановил его бег ударом кулака в лицо, после чего тот в полуобморочном состоянии был доставлен в суд. Оливера чуть было не приговорили к трём месяцам исправительных работ, но продавец книг указал на то, что видел, как двое других мальчишек извлекли платок.
Оливер был оправдан и немедленно увезён покупателем. Это был пожилой джентльмен, которого звали мистер Браунлоу. Вместе со своей домработницей они ухаживали за Оливером, и он принял предложение мистера Браунлоу об усыновлении. Через некоторое время мистер Браунлоу отправил Оливера отнести в магазин книги, которые он брал напрокат. Но Оливер не смог вернуться обратно, так как был схвачен бандитом Уильямом Сайксом и проституткой Нэнси, которые тоже участвовали в криминальной шайке Фэджина.
Сайкс берёт Оливера с собой на ограбление богатого дома, который, как оказалось, принадлежал мистеру Браунлоу. После прибытия Сайкс приказал Оливеру залезть в окно и открыть дверь изнутри. Когда дверь уже была открыта, на втором этаже дома появился вооружённый мистер Браунлоу. Оливер бросился к нему, призывая помочь. Сайкс выстрелил в Браунлоу, но пуля попала в плечо Оливера. Грабители вытащили мальчика из дома и спешно ретировались, отправившись домой, в Лондон.
Вскоре Оливер поправляется, благодаря заботе мистера Фэджина. Тем временем Сайкс, желая избавиться от Оливера, ждёт, когда тот выздоровеет, чтобы утопить его в реке или убить. Нэнси же, подслушав разговор Сайкса, сообщила мистеру Браунлоу о том, что Оливер находится у Феджина, и умоляла Бранлоу обратиться в полицию.
Узнав о предательстве со стороны Нэнси, Сайкс жестоко расправляется с ней. Далее он вытаскивает Оливера из дома и тянет на крышу, пытаясь уйти из окружения, прикрываясь ребёнком, как живым щитом. Внизу, на улицах Лондона, уже собрались прохожие и полицейские, с опаской следящие за Сайксом и грозящие ему неминуемой расправой. Сайкс накидывает на себя верёвочную петлю, чтобы перебраться на крыши домов с противоположной стороны улицы, но оступается и падает вниз, и петля затягивается на его шее, лишая жизни. Далее Оливер вместе с Браунлоу приходит в тюремную камеру, чтобы навестить Фэджина, которого приговорили к повешению. Оливер остаётся жить с мистером Бранлоу.

## В ролях
- Барни Кларк — Оливер Твист
- Бен Кингсли — Фэджин
- Джеми Формэн — Уильям Сайкс
- Эдвард Хардвик — мистер Браунлоу
- Джереми Свифт — мистер Бамбл
- Иэн Макнис — мистер Лимбкинс
- Ричард Дерден — член правления
- Тимоти Бэйтсон — приходский священник
- Майкл Хиз — мистер Сауэрберри
- Джиллиан Ханна — миссис Сауэрберри
- Тереза Чёрчер — Шарлотта
- Крис Овертон — Ной Клейпол
- Джерард Хоран — фермер
- Лиз Смит — пожилая женщина
- Гарри Иден — Джек Доукинс, он же Ловкий Плут
- Леви Хэйес — Никки
- Льюис Чейз — Чарли Бейтс
- Линн Роу — Нэнси
- Патрик Годфри — библиотекарь
- Алан Армстронг — судья Фэнг
- Фрэнсис Чьюка — миссис Бэдвин
- Пол Брук — мистер Гримвиг
- Марк Стронг — Тоби Крэкит